# IDOL:THE COUP D'ETAT
『IDOL：THE COUP D'ETAT』（アイドル：ザ・クーデター、朝: 아이돌: 더 쿠데타）は2021年11月8日よりJTBCにて放送されている大韓民国のテレビドラマである。脚本はチョン・ユンジョン、演出はノ・ジョンチャン。主演はハニ（EXID）、クァク・シヤン、キム・ミンギュ。韓国以外の国では中国の動画配信サービスiQIYIにて配信されている。

## あらすじ
本作では、解散寸前の不人気アイドルグループCotton Candyが、最後にただ一度きりの成功を追い求める姿を描く。

## 出演

### 主要人物
キム・ジェナ
演：ハニ（EXID）
Cotton Candyのリーダーであり、作曲・プロデュース担当。10代の頃にオーディション番組で審査員から高い評価を受けたものの、デビューはかなわず、現在の事務所に入ってからも成功のチャンスをつかもうと奮闘している。
チャ・ジェヒョク
演：クァク・シヤン
Cotton Candyが所属する事務所スターピース・エンターテインメントの代表。アメリカ生まれでシカゴ大学卒。アーティストを商品としか考えない冷血漢で、デビューしてからも結果を出せないCotton Candyを切り捨てようとしている。
ソ・ジハン
演：キム・ミンギュ
MARSのリーダー。研修生時代から苦労を重ねてきた努力家であり、そのせいで自分をすり減らす日々を送っていたが、ジェナの音楽に触れたことで、彼女と関わりを持っていく。

### Cotton Candy
スターピース・エンターテインメントに所属するアイドルグループで、同事務所のデビュー第1号となるガールズグループ。平均年齢24.6歳でデビュー6年目を迎えるが、名前すら知られていないほど人気がなく、解散の危機に瀕している。
エル（カン・ユリ）
演：EXY（宇宙少女）
メインボーカルで、アイドルとしてのレベルを超えるほどの歌唱力の持ち主。元々は別のアイドルグループに入っていたが期待していた成果を得られず、自ら脱退してCotton Candyのメンバーとなった。冷静かつ現実的な性格で、ジェナとは対立することもある。
オ・ヒョンジ
演：ソルビン（LABOUM）
メインラッパー兼メインダンサー。グループの最年少メンバーであり、トラブルメーカー的存在。メンバーの誰よりも成功を夢見ており、それゆえ現在のCotton Candyの状況に不満を抱いている。
ステラ
演：ハン・ソウン
サブボーカル。グループの最年長メンバーで、ビジュアル担当。10代の頃、両親が不仲で誰にも面倒を見てもらえなかったという暗い過去を持つ。グループを成功させようとするジェナのことを信頼している。
チェア
演：グリーン（Red Square）
リードダンサー兼サブボーカル。俳優一家の家系に生まれ育っているが、アイドルとして突出した才能を持っていない自分に対し劣等感を抱いている。

### MARS
Cotton Candyと同じ所属事務所のボーイズグループでトップアイドル。
レイ（ハン・ソンウ）
演：チョ・ジュニョン
IQ143の秀才で、歌やダンスに優れる。
キム・ユル
演：ホン・ウンギ（元RAINZ）
ダンス担当。優しい口調と魅力的な笑顔を持ち合わせ「MARSのスイートガイ」の異名で知られる。また、ファンからはコミュニケーションの天才としても愛されている。
パク・テヨン
演：ペク・ソフ
ビジュアル担当。グループ内のムードメーカー的存在。
ダン（パク・ウンダン）
演：イ・ウンサン（元X1）
グループの最年少メンバー。若年寄。

### Cotton Candyの関係者
トロイ
演：チャ・サンウ
エリン
演：ミサン
チン・ドゥホ
演：カン・ジェジュン
Cotton Candyの元マネージャー。

### スターピース・エンターテインメントの関係者
マ・ジンウ
演：チョン・ウンイン
スターピースの創始者で、元代表。
ピヨン
演：イ・ユジン
スターピース専属の天才プロデューサー。作曲に関しては誰もがうらやむほどの才能を持ち合わせている。
ユン・セヨル
演：アン・セハ
ジェネラルマネージャー。